# Ugo Panziera

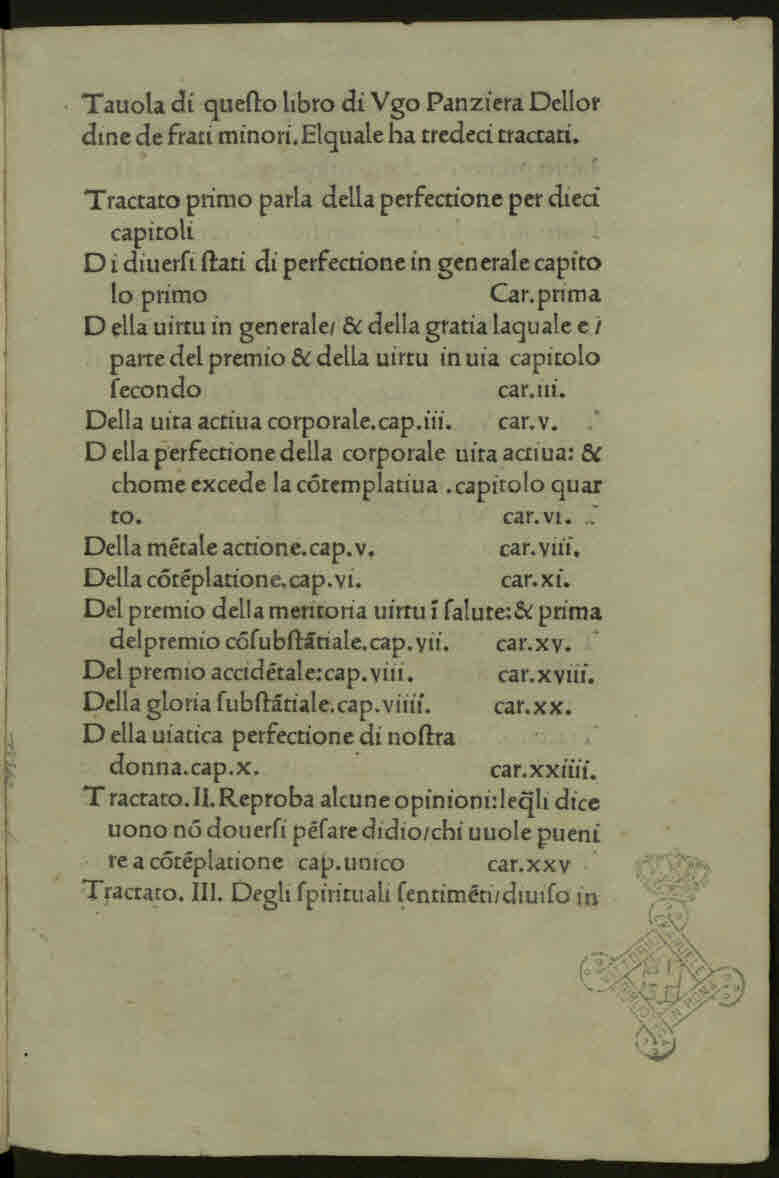
Table des Trattati spirituali imprimés à Florence en 1492.

Ugo Panziera, ou Ugo Panciera, également connu sous le nom d'Ugo Panciera da Prato, né vers 1260 à Pomarance et mort à Constantinople vers 1330, est un religieux franciscain, théologien et missionnaire italien.
Il est l'auteur de plusieurs laudes dans la lignée de celles de Jacopone da Todi et de quatorze traités spirituels qui ont circulé sous forme de manuscrits et ont été imprimés à la fin du XVe siècle et au début du XVIe siècle.

## Biographie
Docteur en théologie, il entre dans le Tiers-Ordre franciscain et prend l'habit quelques années avant 1295.
Proche du courant des Franciscains spirituels, il part en mission en Orient vers 1307, avec un groupe de frères réunis par Conrad d'Offida ; il reste à Constantinople et y meurt au couvent de Pera vers 1330. Il est considéré comme bienheureux par l'église catholique.

## Œuvres

### Éditions incunables
- (it) Trattati spirituali, Florence, Antonio di Bartolommeo Miscomini, 1492 (lire en ligne)[3].
- (it) Trattati, Florence, Lorenzo Morgiani et Johannes Petri, 1492 (lire en ligne)[4].
- (it) Della vita activa e contemplativa, Venise, Nicolò Brenta, vers 1505-1507[5].

### Éditions modernes
- (it) I cantici spirituali del beato Ugo Panziera, Prato, Tipografia Guasti, 1861 (lire en ligne).